# Северна Ирландия
Северна Ирландия (на английски: Northern Ireland; на ирландски: Tuaisceart Éireann; на ълстърски скотски: Norlin Airlann) е една от четирите съставни страни на Обединено кралство Великобритания и Северна Ирландия. Северна Ирландия е разположена в североизточната част на остров Ирландия, и е единствената част от Обединеното кралство, която има сухоземна граница с друга страна (Република Ирландия).
Северна Ирландия е огнище на множество етнополитически конфликти между католици и протестанти, наричани още „националисти“ и „юнионисти“. Католиците желаят Северна Ирландия да се събере с Република Ирландия, а протестантите – да остане част от Обединеното кралство.

## История
Около IV век пр.н.е. Ирландия е населена от келтски племена. През 43 година римляните започват постепенно да завоюват територии на Великобритания, но Ирландия и Шотландия остават слабо засегнати. През V век ирландците приемат християнството. През VI и VII век се наблюдава културен и религиозен възход на страната. През VIII век започват нападения на норманите, които приключват през ХІ век с победа за ирландците след намесата на ирландския крал Бриан Бору през 1014 година.
В края на ХІІ век започват англо-норманските завоевателни походи. Английският крал Хенри II е суверен на Ирландия в периода 1171 – 1175 г. През 1537 г. английският крал Хенри VIII се провъзгласява за глава на Ирландската църква, но ирландците остават верни на католицизма и през XVI – XVII век се вдигат на множество въстания, но те са потушени. Победите на протестантите при обсадата на Дери (1698 г.) и битката при Бойн (1690 г.) се честват от протестантската общност и до днес. В края на XVII век Ирландия е превърната окончателно в английска провинция.
След един век господство на английската аристокрация, през 1796 – 1798 г., под влияние на революциите в САЩ и Франция, народът в Ирландия организира въстание. Две години по-късно, през 1800 г., е обявено присъединяването на Ирландия към Великобритания. През 1858 г. възниква движението на фениите, чиято цел е борба за независимост, а през 1870 г. възниква либералното движение „Хоумрул“ (движение за автономия на Ирландия в рамките на Британската империя) начело с Ч. Парнел. През 1896 г. е основана Ирландската социалистическа републиканска партия, а шест години по-късно – и организацията „Шин Фейн“.
На 24 април 1916 г. в Ирландия започва т. нар. Великденско въстание срещу британската власт, което е потушено от британската армия. През 1918 г. „Шин Фейн“ печели изборите и започва войната за независимост, водена от Републиканската армия (ИРА), която завършва с договор между Ирландия и Великобритания за частична автономия. Според договора Ирландия се разделя на Република Ирландия, която става независима, и Северна Ирландия – шест графства, оставащи под британска власт. През периода 1921 – 1972 г. делегирано правителство в Белфаст управлява вътрешните работи. Северна Ирландия не спира борбата за свобода.
През 1969 г. започват репресии, които довеждат до намаляване на сигурността. През 1972 годна (годината на „Кървавата неделя“) правомощията на парламента и правителството на Северна Ирландия са прекратени и е въведено пряко управление на британското правителство. Това управление продължава до 1999 г. с кратко прекъсване през 1974 г. През август 1994 г. ИРА обявява „пълно прекратяване на военните действия“. Лондон приема да започне преговори за връщане на властта в ръцете на ирландците. Преговорите започват през юни 1996 г. и приключват на 10 април 1998 г. с подписване на споразумение, наречено впоследствие „Споразумението от Разпети петък“.
Изборите за първата Северноирландска асамблея са проведени на 25 юни 1998 година, а за първи път правомощия са дадени на новата Асамблея и на Изпълнителния орган на 2 декември 1999 г. Противоречия между партиите, възникнали основно във връзка с изземането на оръжията, възпрепятстват работата на Асамблеята и през октомври 2002 г. правомощията на Изпълнителния орган и Асамблеята са прекратени. В резултат на направеното на 28 юли 2005 г. заявление за прекратяване на въоръжената кампания от страна на ИРА, преговорите са възобновени. Преговорният процес довежда до поставено от Лондон условие: до 24 ноември 2006 г. двете основни северноирландски политически партии да постигнат съгласие за образуване на „полуавтономно“ правителство. Резултатите от преговорите позволяват да се пристъпи към възстановяване на Асамблеята и Изпълнителния орган, което става на 8 май 2007 г.

## География
Северна Ирландия е била изцяло покрита с ледници през последния ледников период, както и през предишни такива. Остатъци от ледници могат да се видят на много места в страната. В центъра на Северна Ирландия, на площ от 391 кв. км се намира Лох Ней – най-голямото сладководно езеро на територията на Британските острови. Разполага с гъста мрежа от пълноводни реки, езера и блата.
Най-големият остров на Северна Ирландия е Ратлин. Източните брегове са ниски и равни, с малки заливи на юг и дълбоки изрязани заливи на запад. Релефът се характеризира с ниски отделни планински масиви, ливади, пасища, горички от смесени дървесни видове. В цялата страна климатът е умерен океански. Средната януарска температура 5 – 8 °С, средната юлска температура е 14 – 16 °С, а годишните валежи са между 700 и 1500 мм. Най-висока температура (30,8 °C) е измерена в Белфаст на 12 юли 1983 г.
Страната разполага с три национални парка и над десет резервата.

## Административно деление
Северна Ирландия се състои от шест графства: Антрим, Арма, Даун, Лъндъндери или Дери, Тайроун, и Фърмана. Тези графства са разделени на 26 района: Антрим, Ардс, Арма, Банбридж, Белфаст, Балимъни, Балимина, Данганън и Южен Тайроун, Даун, Дери Сити, Касълрей, Коулрейн, Крейгейвън, Кукстаун, Карикфъргъс, Ларн, Лимавади, Лисбърн, Мойл, Нюри анд Морн, Нютаунаби, Оума, Северен Даун, Страбан, Фърмана.

## Население
| Година | Население |
| ------ | --------- |
| 2001   | 1 685 267 |
| 2004   | 1 710 300 |
| 2006   | 1 741 600 |
| 2011   | 1 810 900 |
| 2016   | 1 897 893 |
| 2020   | 1 905 484 |

Тъй като Северна Ирландия е част от Обединеното кралство, нейните граждани са и британски граждани. Те имат правата и на ирландските граждани по рождение. Няколко проучвания между 1971 г. и 2006 г. са посочили, че мнозинството протестанти в Северна Ирландия се самоопределят като британски граждани, а католиците – като ирландски граждани.
Според проучване, направено около 2001 година, населението се дели приблизително на 99,2% бели хора (от които 91% са родени в Северна Ирландия, 7,2% във Великобритания или Ирландия, около 0,1% са родени извън границите на Британските острови), 0,4% азиатци, 0,07% чернокожи, 0,08% от други етнически групи, 0,2% смесено население.

## Религия
В преброяването от 2001 г. е изчислено че 45,57% от населението са протестанти, 40,26% са католиците, 0,30% са нехристиянски религии, а 13,88% не изповядват никаква религия.
От гледна точка на произхода си, 53,1% от северноирландското население идват от протестантски семейства, 43,8% – от католически семейства, 0,4% – от нехристиянски семейства, 2,7% – от семейства без религиозна принадлежност.